# 暴风遥控武器系统
暴风遥控武器系统（羅馬化：Shkval，直译：「暴风、飑」）是乌克兰制造的一型遥控武器系统，可安装至步兵战车、装甲输送车和轻型装甲车辆。

## 背景
暴风武器系统（炮塔）由基辅火炮武器设计局于1990年代末至2000年代初在中央研究所专家的参与下开发，当时乌克兰武装部队武器和军事装备部门正在实施“防空洞”项目的开发工作。
2001年3月，在阿布扎比举行的IDEX-2001武器和军事装备展会上，装备暴风炮塔的BTR-3U装甲输送车首次亮相。随后，该系统被陆续安装至BMP-1U、MT-LBMSh和BTR-4。
2015年，乌克兰国防工业公司宣布打算开始批量生产暴风炮塔。
2017年3月30日，日托米尔装甲厂厂长M. Mosin在接受采访时表示，乌克兰国防工业打算开始在为乌克兰武装部队进行现代化改造的BTR-70装甲输送车安装暴风炮塔。

## 介绍
暴风炮塔的主武器是一门30毫米双向供弹机炮（2A72或乌克兰制造的同等型号），备弹350发。与机炮配套的是一挺7.62毫米KT机枪，备弹2500发；30毫米KBA-117自动榴弹发射器；备弹116发；障碍ATGM发射器和6个81毫米云式烟雾弹发射器。暴风炮塔的瞄准装置包括OTP-20 Cyclops-1光电瞄准系统（与ATGM控制系统集成）和SVU-500 Karusel武器稳定器。

## 衍生型
- 暴风-A（羅馬化：Shkval-A）——安装在完成现代化改造的BMP-1上的型号，由日托米尔装甲厂生产（安装的是SVU-500-3C武器稳定器，而不是SVU-500武器稳定器）。

暴风系统的进一步改进型是BM-3M风暴遥控武器系统。

## 使用方
- ——2007年，俄格战争爆发前订购了15辆BMP-1U[9]（其中14辆在战争中损失）。
- 緬甸：2007年购买了10辆MT-LBMSh（烏克蘭語：МТ-ЛБМШ），2009年又购买了16辆。
- ：这些炮塔安装在2004年在乌克兰为乌兹别克斯坦制造的58150“Gyurza”项目（英语：Gyurza-class gunboat）的两艘河流装甲船上。[4]
- 乌克兰：炮塔通过了国家测试，并与BTR-3U和BMP-1U一起被武装部队接受。[4]
- ：炮塔安装在乍得共和国武装部队使用的三辆BMP-1U上。[10]

## 引文
1. ↑  : 35.   [2024-10-18]. （原始内容存档于2024-11-30）.
2. ↑  . 2012-08-29  [2024-10-18]. （原始内容存档于2024-11-30） （俄语）.
3. 1 2 3  . 2012-08-08. （原始内容存档于2020-11-30） （俄语）.
4. 1 2 3  : 24-31.   [2024-10-18]. （原始内容存档于2024-08-02） （英语）.
5. ↑  . Новини UkrMedia.   [2024-10-18]. （原始内容存档于2016-10-18） （乌克兰语）.
6. ↑  . 2017-03-30  [2024-10-18]. （原始内容存档于2019-03-21） （乌克兰语）.
7. ↑  . 2017-03-30  [2024-10-18]. （原始内容存档于2021-07-31） （乌克兰语）.
8. 1 2  О. I. Покотило, О. В. Устименко, В. I. Пеньковський, С. С. Гаценко. . Збірник наукових праць. № 2 (2). 2014: 6-12  [2024-10-18]. （原始内容存档于2025-05-01） （乌克兰语）.
9. ↑  . 2017-05-18  [2024-10-15]. （原始内容存档于2023-05-10） （乌克兰语）.
10. ↑  : 20-25.   [2024-10-18]. （原始内容存档于2023-03-11） （英语）.